# DR-Baureihe ET 171
Die Baureihe ET 171 (ab 1968 DB-Baureihe 471) war die erste Bauserie normalspuriger Elektrotriebwagen für das 1200-Volt-Gleichstrom-Netz der Hamburger S-Bahn. Nach dem Vorbild der Berliner S-Bahn wurden von der Reichsbahn 67 dreiteilige Triebzüge ohne Wagenübergang bei Linke-Hofmann-Busch (LHB) in Breslau (heute in Polen) bestellt, von denen 47 Einheiten bis 1943 geliefert werden konnten. Zum Ausgleich von Kriegsverlusten und für die Netzerweiterung bestellte die Bundesbahn weitere dieser 63 Meter langen Fahrzeuge, sodass ab 1955 insgesamt 72 Triebzüge im Heimatbahnbetriebswerk in Hamburg-Ohlsdorf zur Verfügung standen. Als Nachfolger wurde ab 1959 die DB-Baureihe ET 170 beschafft. Die Einsätze für die 171er endeten 2001.

## Geschichte
In den 1930er Jahren sollte das Nahverkehrssystem der Deutschen Reichsbahn in Hamburg nach Berliner Vorbild modernisiert und umgestaltet werden. Teil dieses Vorhabens war, die S-Bahn Hamburg von Wechselstrom mit 25 Hz und 6,3 kV über Oberleitung auf Gleichstrom mit 1,2 kV und seitlicher Stromschiene umzustellen. Zu den Vorteilen von Stromschienen-Strecken gehörte, bei neu zu bauenden Tunnelstrecken ein kleineres Lichtraumprofil verwenden zu können. Tunnel wurden in Hamburg allerdings erst 40 Jahre später verwirklicht. Aus Sicherheitsgründen musste die Spannung einer Stromschiene kleiner als 1,5 kV sein, das ging damals nur mit Gleichstrom. Da die bisherigen Wechselstrom-Triebfahrzeuge, wagenbaulich abgeleitet von preußischen Abteilwagen, dafür nicht genutzt werden konnten, war die Beschaffung neuer Triebwagen erforderlich.
Den bei den Linke-Hofmann-Werken (LHW) in Breslau in Auftrag gegebenen Fahrzeugen wurden Erfahrungen der Berliner S-Bahn und Erkenntnisse der internationalen Entwicklung zugrunde gelegt.

Probefahrt eines ET 171 im April 1940 zwischen den Stationen Blankenese und Hochkamp

Im Dezember 1939 wurde der erste Triebzug in Hamburg angeliefert, bis 1943 folgten 46 weitere Einheiten. Die Auslieferung der restlichen 20 von 67 ursprünglich bestellten ET 171 wurde durch die schweren Luftangriffe auf Hamburg während der Operation Gomorrha und den allgemeinen Kriegsverlauf verhindert. So musste der aufwändige Mischbetrieb mit Wechsel- und Gleichstromfahrzeugen noch bis 1955 durchgeführt werden. Durch Kriegseinwirkungen wurden 1943 elf einzelne Wagen in verschiedenen Triebzügen beschädigt, nur die Einheit 008 musste als Totalverlust abgeschrieben werden. Die beschädigten Wagen wurden zur Waggonfabrik De Dietrich im Elsass gebracht und wurden erst 1949 von Frankreich zurückgegeben. Die noch brauchbaren Wagen wurden bis 1952 bei Wegmann in Kassel instand gesetzt und zu den Aufbau-Einheiten 008, 027 und 036 zusammengestellt; der originale 036 erhielt aufgrund seiner versuchsweise eingebauten Scheibenbremsen die Nummer 051, der Zug 047 aus dem gleichen Grund die Nummer 052. Die Nummern 045 bis 047 entfielen fortan.

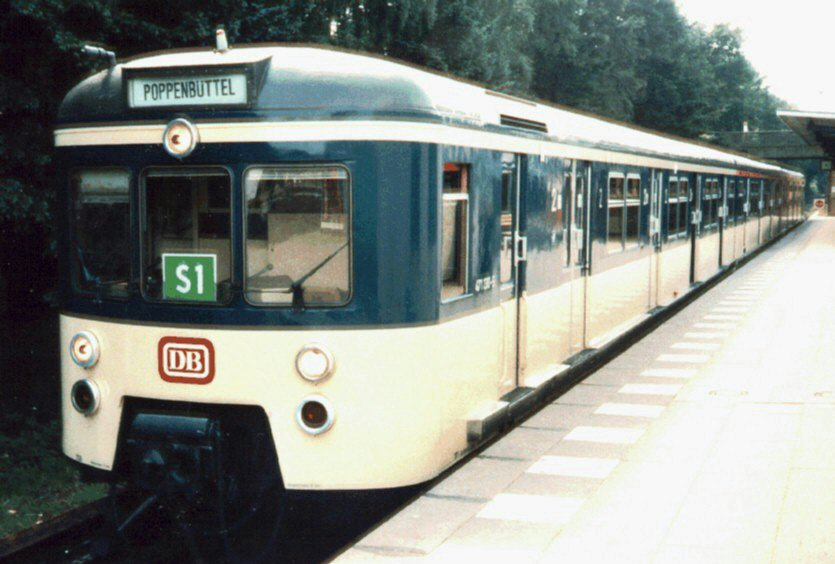
In Stuttgart-Bad Cannstatt modernisierter Triebzug 471 030, Ende der 1980er Jahre

Nicht modernisierter Triebzug 471 072 im ursprünglichen Farbschema. Hamburg-Hasselbrook, 1997

Die Erweiterung des Gleichstromnetzes nach Wedel im Jahr 1954 und nach Bergedorf 1958 machte die Beschaffung von weiteren Fahrzeugen durch die Deutsche Bundesbahn erforderlich. So wurden 1953 bei MAN und Wegmann die Triebzüge 061 bis 081 bestellt und 1954/55 ausgeliefert. Dies betraf die 20 ursprünglich geplanten weiteren Einheiten sowie einen Zug als Ersatz für Kriegsverluste. Wegen Verzögerungen bei der Entwicklung der Nachfolgebaureihe ET 170 mussten 1955 die fünf Züge 082 bis 086 bei MAN nachbestellt werden, die 1958 in Dienst gestellt wurden. Bei diesen Triebzügen wurden einzelne Verbesserungen aufgrund der Erfahrungen des bisherigen Betriebes vorgenommen. Damit erreicht der ET 171 einen Gesamtbestand von 72 Fahrzeugen. Das Heimatbahnbetriebswerk war Hamburg-Ohlsdorf. Mit der Einführung computergerechter Baureihenbezeichnungen  erhielten die Triebwagen 1968 die neue Baureihennummer 471 und die antriebslosen Mittelwagen die 871. Ab 1976 wurden viele Einheiten im damals neu eingeführten Bundesbahn-Farbschema ozeanblau/beige lackiert, allerdings abweichend mit dem beigen Farbfeld im unteren Wagenkastenbereich. Zahlreiche Triebzüge behielten jedoch die originale stahlblaue Farbgebung – mit einem beigen Fensterband zur Kennzeichnung der 1. Klasse am Mittelwagen – bis zu ihrer Ausmusterung.
Im Zeitraum von April 1985 bis November 1987 wurden 22 der noch vorhanden 42 Vorkriegs-Triebzüge im Ausbesserungswerk Stuttgart-Bad Cannstatt modernisiert. Dabei erhielten die Fahrzeuge vor allem gummigefasste Fenster sowie die Doppelstirnleuchten der Nachfolgebauart 470. Alle in Bad Cannstatt modernisierten Züge wurden ozeanblau/beige lackiert. Neue Sitze kamen außer bei der Einheit 017 nur in den Mittelwagen zum Einbau.
Die modernisierten Züge standen nicht länger im Dienst als die nicht modernisierten. Der Einsatz der Baureihe 471 bei der Hamburger S-Bahn endete am 27. Oktober 2001 nach fast genau 62 Jahren.

## Technische Merkmale

### Fahrzeugteil
Die konstruktive Durchbildung und die Formgebung des Zuges stammt von Otto Taschinger, Konstruktionsdezernent Waggonbau des Reichsbahnzentralamtes München. Der Wagenkasten sowie das Untergestell waren aus Abkantprofilen und Blechen geschweißt. Durch einen Wellblechfußboden wurde das Untergestell verstärkt. In die Spantenbauweise des Wagenkastens wurde die Bodenwanne für die elektrischen Ausrüstungsteile mit einbezogen. Die Stirnseiten waren abgerundet, am Kurzkuppelende waren sie eben. Übergangsmöglichkeiten zwischen den einzelnen Wagen bestanden nicht.
Die Drehgestelle der Bauart Görlitz bestanden aus einer genieteten Blechträgerbauweise. Die Radsätze waren in Wälzlagern gelagert. Mittels Schrauben- und Blattfedern erfolgte die Federung jedes Radsatzes. Auch die Wiegenfederung erfolgte durch Schrauben- und Blattfedern.
Die Fahrzeuge verfügten über eine selbsttätige Mittelpufferkupplung Bauart Scharfenberg. Die elektrischen und pneumatischen Leitungen wurden dabei mitgekuppelt. Die Kurzkupplung erfolgte durch Hülsenkurzkupplungen mit seitlichem Dämpfungspuffer.

### Elektrischer Teil
Die gesamte elektrische Ausrüstung war (zunächst) in einer unter Überdruck stehenden Bodenwanne unterhalb des Wagenkastens installiert, in den 1970er Jahren wurde weitere Ausrüstung in je einem Schaltschrank in den beiden Traglastenabteilen an der Führerstandswand untergebracht, wodurch jeweils ein Sitzplatz entfiel.
Der Antrieb der Triebwagen erfolgte mit insgesamt acht vierpoligen Gleichstrom-Reihenschlussmotoren in den Drehgestellen der beiden Endtriebwagen. Der Mittelwagen war antriebslos. Die Motoren verfügten über eine Wendepol- und Kompensationswicklung und wurden eigenbelüftet. Eine anfängliche Fremdbelüftung wurde bereits 1942/1943 ausgebaut. Bei den ab 1955 verwandten Motoren verfügten die Kommutatorbahnen über axiale Luftkanäle. Der Tatzlagerantrieb hatte ein einseitig schrägverzahntes Getriebe mit gefedertem Großrad. 1959 erfolgte der Umbau auf ein ungefedertes Großrad.
Am ersten und am vierten Drehgestell befanden sich je zwei Stromabnehmer für die seitlichen Stromschienen. Die Abnehmer ließen sich durch Druckluft oder von Hand anlegen. Der Fahrbremsumschalter diente als Hauptschalter. Später wurde dafür die Gleichstromsicherung bzw. der Schnellschalter genutzt. Die Steuerung erfolgte durch ein Nockenschaltwerk in den Bodenwannen der Endwagen mit 16 Anfahr- und zwei Dauerfahrstufen. Die Steuerspannung betrug 110 und 24 Volt Gleichstrom. Die Züge verfügten über eine Vielfachsteuerung. Letztere ermöglicht im Betrieb die Kombination der Baureihen 470, 471 und 472. Wegen der vornehmlich 200 Meter langen Bahnsteige ist eine Zugbildung auf Langzüge mit drei Einheiten beschränkt.
Die elektrische Bremse bestand aus einer kombinierten Nutz- und fremderregten Gleichstromwiderstandsbremse. Bei zu geringer Geschwindigkeit oder fehlender Stromaufnahme über die Stromschiene schaltete die Bremse selbstständig auf Widerstandsbremse um.
Die Triebwagen besaßen einen Hauptgenerator für den Hilfsumformer sowie Steuerung und Beleuchtung. Der Nebengenerator sorgte für die Batterieladung. Die Innenbeleuchtung erfolgte über Glühlampen mit 110 Volt.
Die 130 t schweren Triebwagen erreichten mit den acht Motoren und ihrer Stundenleistung von 1.160 kW eine Höchstgeschwindigkeit von 80 km/h. Die Beschleunigung betrug 0,95 m/s².

### Fahrgastraum

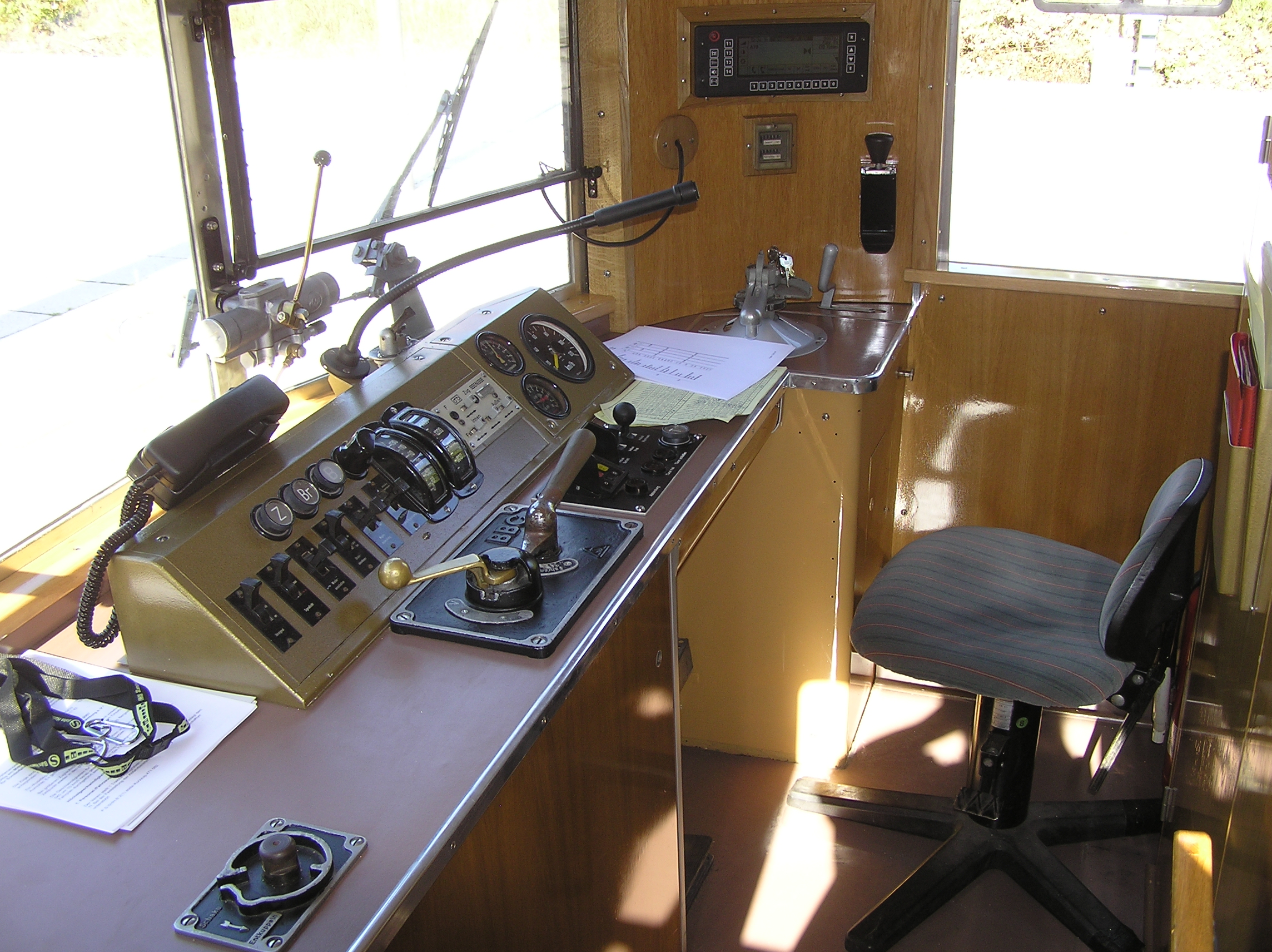
Führerstand

Während die beiden angetriebenen Endwagen die 2. Klasse (bis 1955: 3. Klasse) aufnahmen, war im antriebslosen Mittelwagen die 1. Klasse (bis 1955: 2. Klasse) untergebracht. Die Endwagen verfügten über je einen Traglastenraum und ursprünglich jeweils über einen Raum der 3. Klasse mit drei Abteilen (Sitzgruppen) für Raucher und einen mit vier Abteilen für Nichtraucher. Traglastenraum und Raucherraum waren mit einer Schiebetür, Raucher- und Nichtraucherräume mit einer Flügeltür verbunden. Nach Einführung des allgemeinen Rauchverbots wurden die Türen entfernt. Der Mittelwagen besaß ursprünglich zwei Großräume je mit vier Abteilen. Die Wagen verfügten über keine Toiletten. Die Trennwände zwischen den Großräumen wurden später ausgebaut. Die Vorkriegszüge hatten bei Auslieferung an den Innen-Stirnwänden der Mittelwagen individuelle Holz-Intarsienarbeiten mit norddeutschen Motiven. Dies entfielen ab den 1960/70er Jahren, als im Rahmen von Hauptuntersuchungen alle Furnieroberflächen durch Resopal mit Holzimitation ersetzt wurden.
Auch die Abteile der 1. Klasse besaßen eine Sitzplatzanordnung 2+2. Die stark gepolsterten Sitzbänke mit Stoffbezug hatten eine Breite von 1082 mm, der Gang war 536 mm breit. In der 2. Klasse waren die Holzbänke 1028 mm und der Gang 644 mm breit. Die Nachkriegszüge hatten in der 2. Klassen gepolsterte Kunstlederbänke, die im Laufe der Zeit auch die meisten 2.-Klasse-Wagen der Vorkriegszüge erhielten.

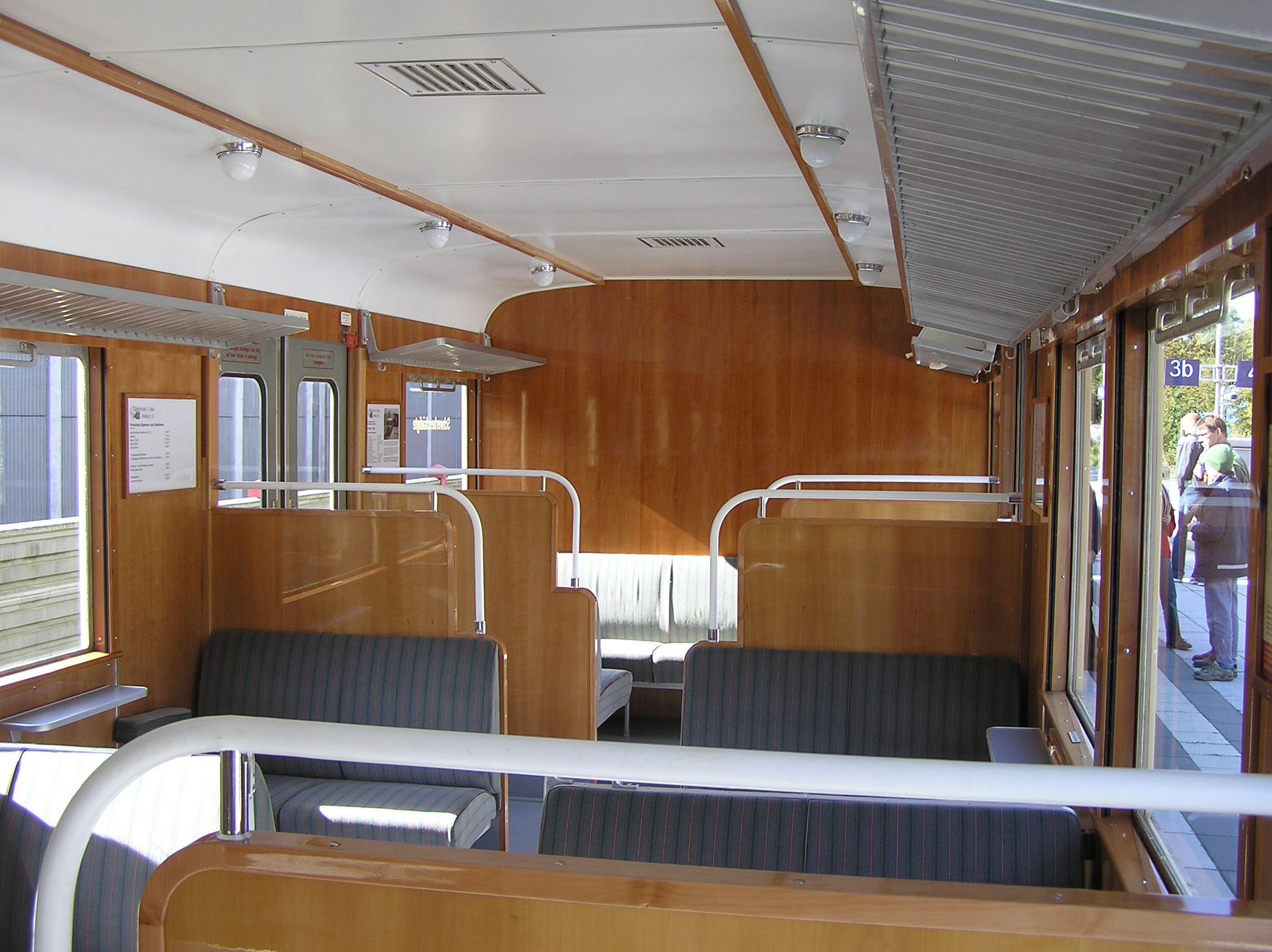
Mittelwagen-Innenraum der 1. Klasse im Museumszug ET 171 082, Zustand der 1950er Jahre

Im Traglastenabteil befanden sich bis zum Einsatzende auf drei Seiten Holzklappbänke. Später wurde die Bank an der rechten Seite um einen Platz gekürzt, um elektrische Ausrüstung der Indusi-Zugbeeinflussung unterbringen zu können. An der Stirnseite des Traglastenabteils befand sich links die Schiebetür zum Führerstand.
Die Triebwagen besaßen vier in Türtaschen laufende Doppelschiebetüren je Waggonseite. Die Türweite betrug 965 mm. Im Traglastenabteil war, bei den Einheiten 001 bis 027 nur linksseitig, zusätzlich eine Einfachschiebetür für den bis in die 1960er Jahre üblichen Beimann (Zugbegleiter) angeordnet. Das Türenschließen erfolgte elektropneumatisch ohne Kraftbegrenzung vom Führerstand aus. Der Zugang erfolgte ohne Trittstufen.
Die Warmluftheizung wurde mittels Thermostat geregelt. Die Beleuchtung erfolgte durch Glühlampen. Deren ursprünglich vorhandene Glaskuppeln entfielen ab 1958, um den Helligkeitsunterschied zu den mit Leuchtstoffröhren beleuchteten Zügen der Baureihe 470 zu mindern.

## Verbleib
Die Einheit 082 wurde zwischen 2000 und 2007 grundhaft als Museumszug instand gesetzt. Dafür wurde der originale Mittelwagen durch den besser erhaltenen der Einheit 074 ersetzt, der wiederum ursprünglich für die Einheit 076 gebaut wurde und bis 1997 in dieser lief. Der heute wieder als ET/EM 171 082 bezeichnete Zug wurde weitgehend in den Zustand der 1950er Jahre zurückgebaut, wobei der b-Wagen, der spätere 471 482, mit Holzlattensitzen und der Mittelwagen mit Kopien der Intarsienbilder auch Elemente der Vorkriegszüge zeigt. Die Einheit war bis Frühjahr 2015 einsatzfähig und wartet nun auf eine verpflichtende Hauptuntersuchung, die sich allerdings mehrere Jahre hinziehen kann.

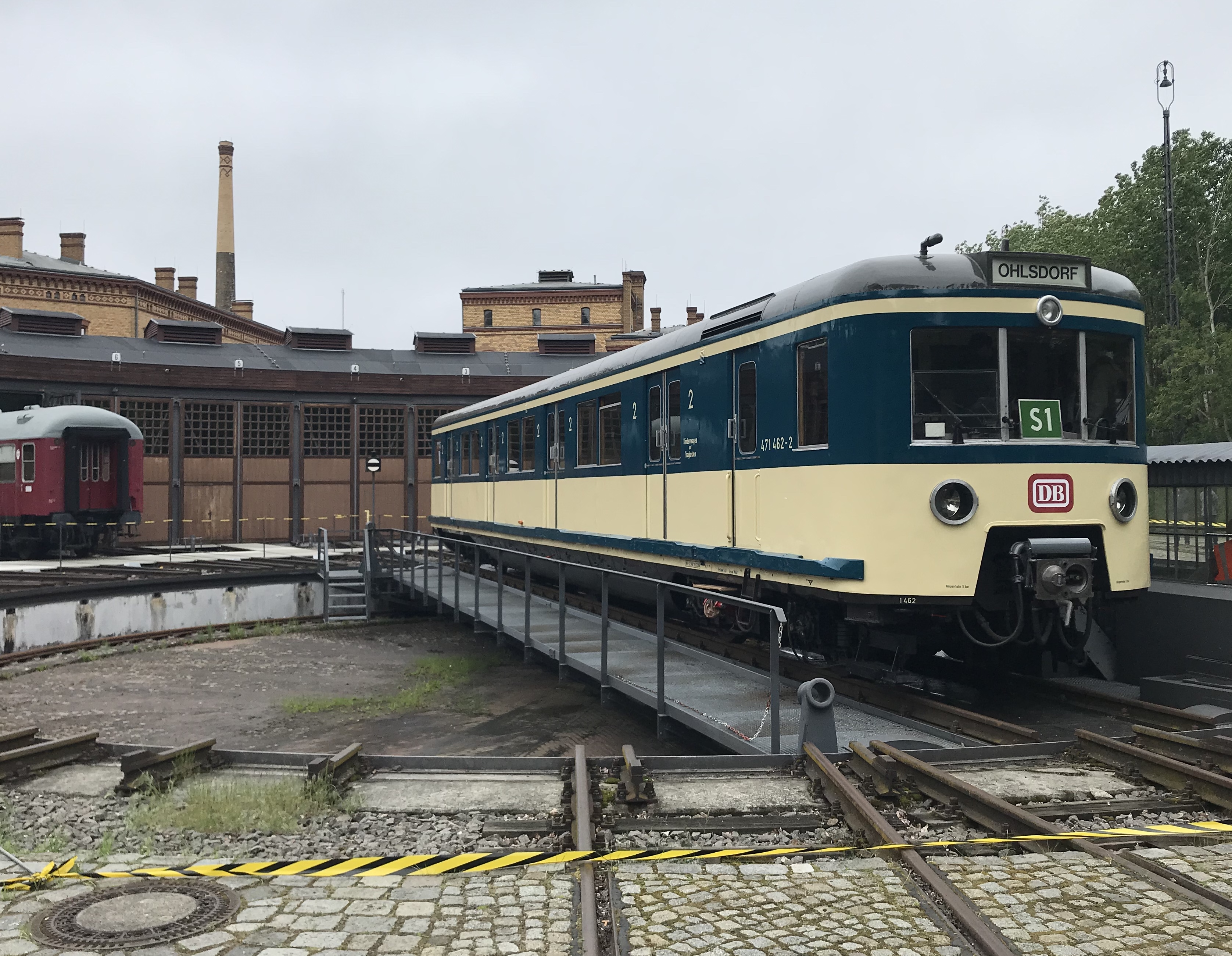
Triebwagen 471 462 im Deutschen Technikmuseum Berlin

Die Einheit 062 war die letzte in Betrieb befindliche. Sie war bis zum Fristablauf am 8. Dezember 2004 für Sonderfahrten eingesetzt und danach bis Dezember 2018 in Hamburg abgestellt. Im Januar 2019 wurde bekannt, dass das Deutsche Technikmuseum in Berlin den Endwagen 471 462 der Garnitur nach Berlin überführen und in seinen Museumsbestand aufnehmen wird. Dafür wurde der Wagen nach Vorgaben des Museums im Werk Ohlsdorf umfangreich im Zustand der 1990er Jahre instand gesetzt. Seit dem 22. Mai 2019 ist 471 462 in der Dauerausstellung Schienenverkehr des Deutschen Technikmuseums zu sehen. Die beiden anderen Wagen der Einheit 062 wurden im Februar 2019 zerlegt.
Der Endwagen 471 144 steht im nichtöffentlichen Alstom-Werksmuseum im ehemaligen Linke-Hofmann-Busch-Werk in Salzgitter.
Der Endwagen 471 401 des ersten gebauten Zuges von 1939 befindet sich im Eisenbahnmuseum Aumühle des Hamburger Vereines Verkehrsamateure und Museumsbahn.
Der Triebzug 039 (471 139, ehemals ET 171 039a II und ET 171 046a im Jahr 1952) gehörte bis 2009 dem Verkehrsmuseum Nürnberg und stand seit 1990 als Leihgabe beim Verein Verkehrsamateure und Museumsbahn in Schönberger Strand, wurde dann an eine Privatperson verkauft und nach Delitzsch verbracht. Aufgrund des extrem schlechten Zustands wurde eine probeweise Aufarbeitung abgebrochen. Während 871 039 mit dem Ziel des Erhalts weiterverkauft wurde, wurde der restliche Triebzug nach Entnahme von Ersatzteilen im November 2016 in Espenhain verschrottet.
Schließlich befanden sich die Einheiten 014, 075, 080, 081 für einige Jahre bei einem privaten Eisenbahnliebhaber in Althüttendorf im Landkreis Barnim, waren dort aber Witterung und Vandalismus schutzlos ausgeliefert. Alle Wagen wurden 2008 verschrottet.